# Rhizochilus antipathum
Rhizochilus antipathum là một loài ốc biển, là động vật thân mềm chân bụng sống ở biển thuộc họ Muricidae, họ ốc gai.

## Miêu tả
Kích thước vỏ ốc khoảng 14 mm và 20 mm

## Phân bố
Loài này phân bố ở Ấn Độ Dương dọc theo Nam Phi và ở hải vực Ấn Độ Dương-Tây Thái Bình Dương.